# Bloudkova velikanka
Le Bloudkova velikanka ou Rožman/Bloudkova velikanka est un tremplin de saut à ski situé à Planica en Slovénie.

## Historique
Le tremplin a été construit en 1934 à l'initiative de Josa Gorca avec Ivan Rožman (sl) comme concepteur.
En 1941, Johann Lahr réalise le record du monde avec 111 m lors d'un concours de saut. Lors du même concours Paul Kraus et Rudi Gering (en) battent ce record. Au total, treize records du monde ont été battus sur ce tremplin.